# Platani

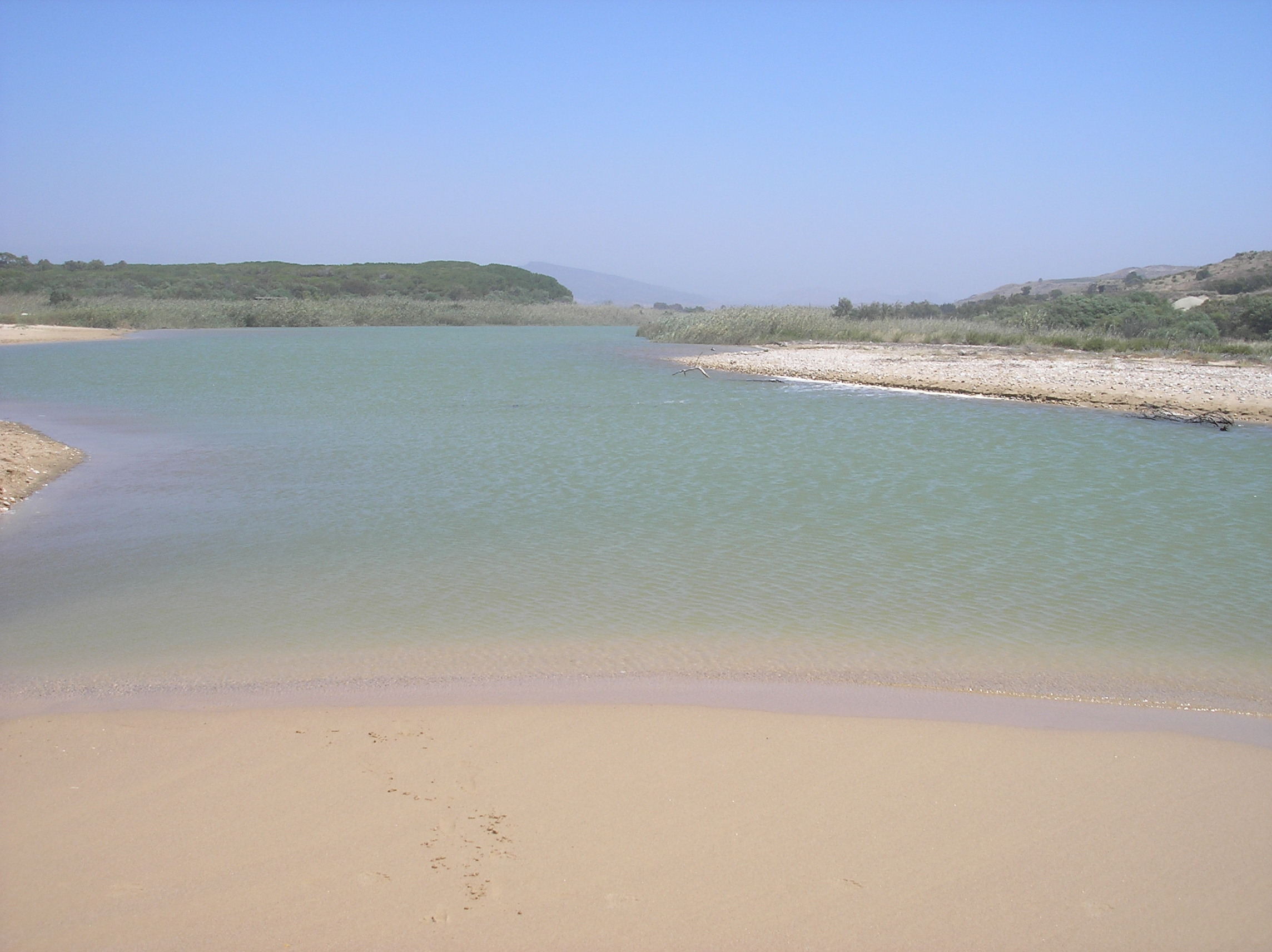
Desembocadura del Platani

Platani (Hàlic o Halicos (grec Halykos, llatí Halycus)) fou un riu de Sicília que naixia al centre de l'illa i corria al sud-oest desaiguant prop d'Heraclea Minoa. Correspon al modern riu Platani.
Aquest riu fou important perquè formava el límit oriental dels dominis cartaginesos a Sicília, segons va quedar establert al tractat del 383 aC entre Cartago i Dionís de Siracusa, i confirmat més tard per un altre tractat entre Cartago i Timoleó de Siracusa; la ciutat d'Heraclea Minoa, tot i que era a l'est del riu, va quedar com a excepció en mans de Cartago.
Altre cop apareix a la història el 249 aC, a la Primera Guerra Púnica, quan la flota cartaginesa es va retirar a la boca del riu després d'un atac fracassat contra la flota romana a Phintias, i allí van esperar a una segona flota romana dirigida pel cònsol Lucius Iunius C.f. Pullus.